# Ptinus dauricus
Ptinus dauricus is een keversoort uit de familie klopkevers (Ptinidae). De wetenschappelijke naam van de soort werd in 1906 gepubliceerd door Edmund Reitter.